# Kanton Hyères-Ouest
Der Kanton Hyères-Ouest war von 1997 bis 2015 ein französischer Wahlkreis im Arrondissement Toulon, im Département Var und in der Region Provence-Alpes-Côte d’Azur.

## Gemeinden
Der Kanton Hyères-Ouest bestand aus einem Teil der Stadt Hyères. Angegeben ist hier die Gesamteinwohnerzahl der Stadt. Im Kanton lebten 25.901 Einwohner (Stand: 1. Januar 2012).